# Pazari i Ri

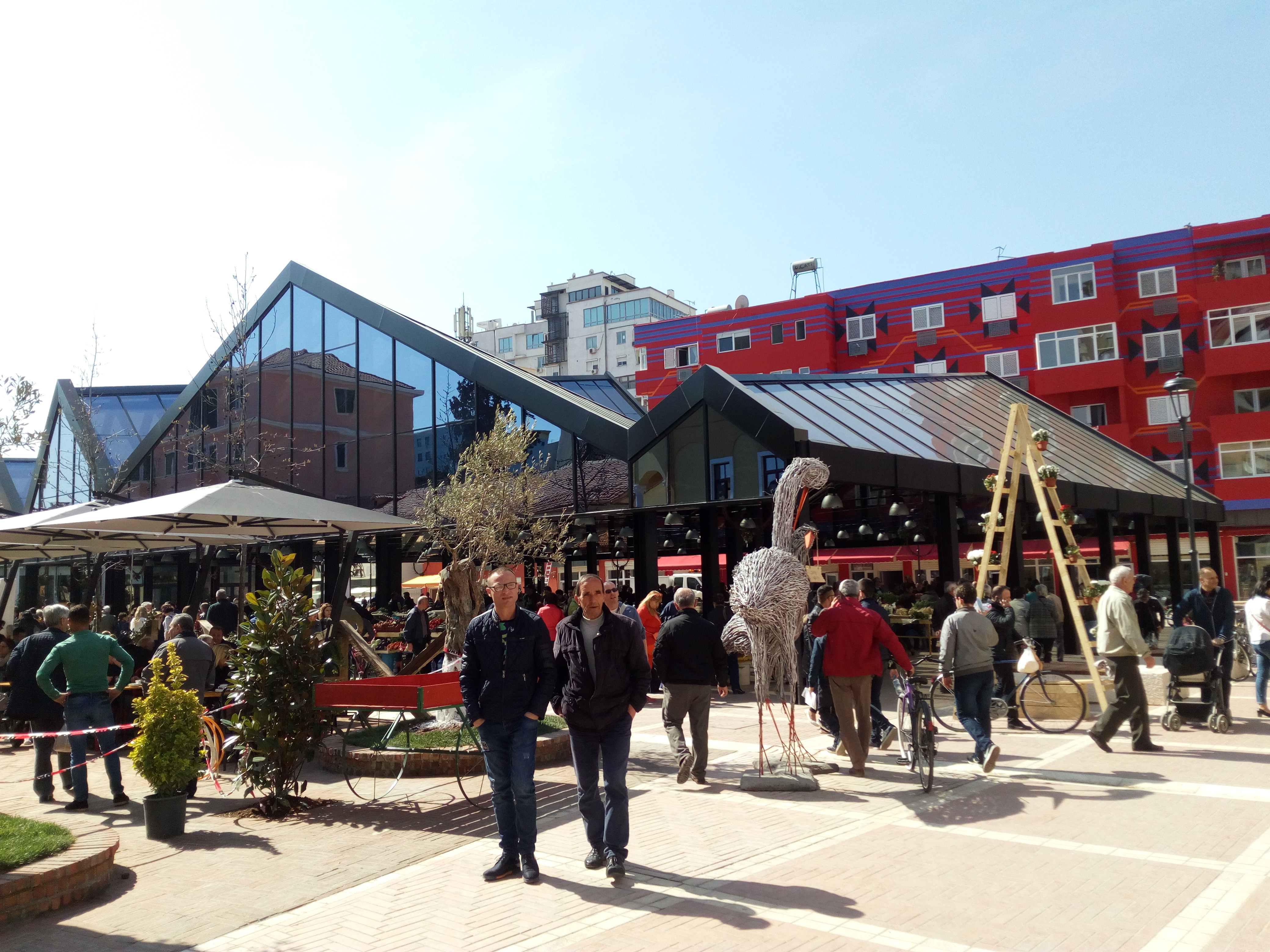
Erneuerter Marktplatz

Pazari i Ri ist ein Stadtteil der albanischen Hauptstadt Tirana östlich des zentralen Skanderbeg-Platzes. Der Name leitet sich vom hiesigen Markt (Basar, albanisch pazar) ab, der im Norden an den Avni-Rustemi-Platz angrenzt. Es handelt sich um eines der alten Viertel der Stadt mit der Kokonozi-Moschee aus dem 18. Jahrhundert im Zentrum.

## Geschichte

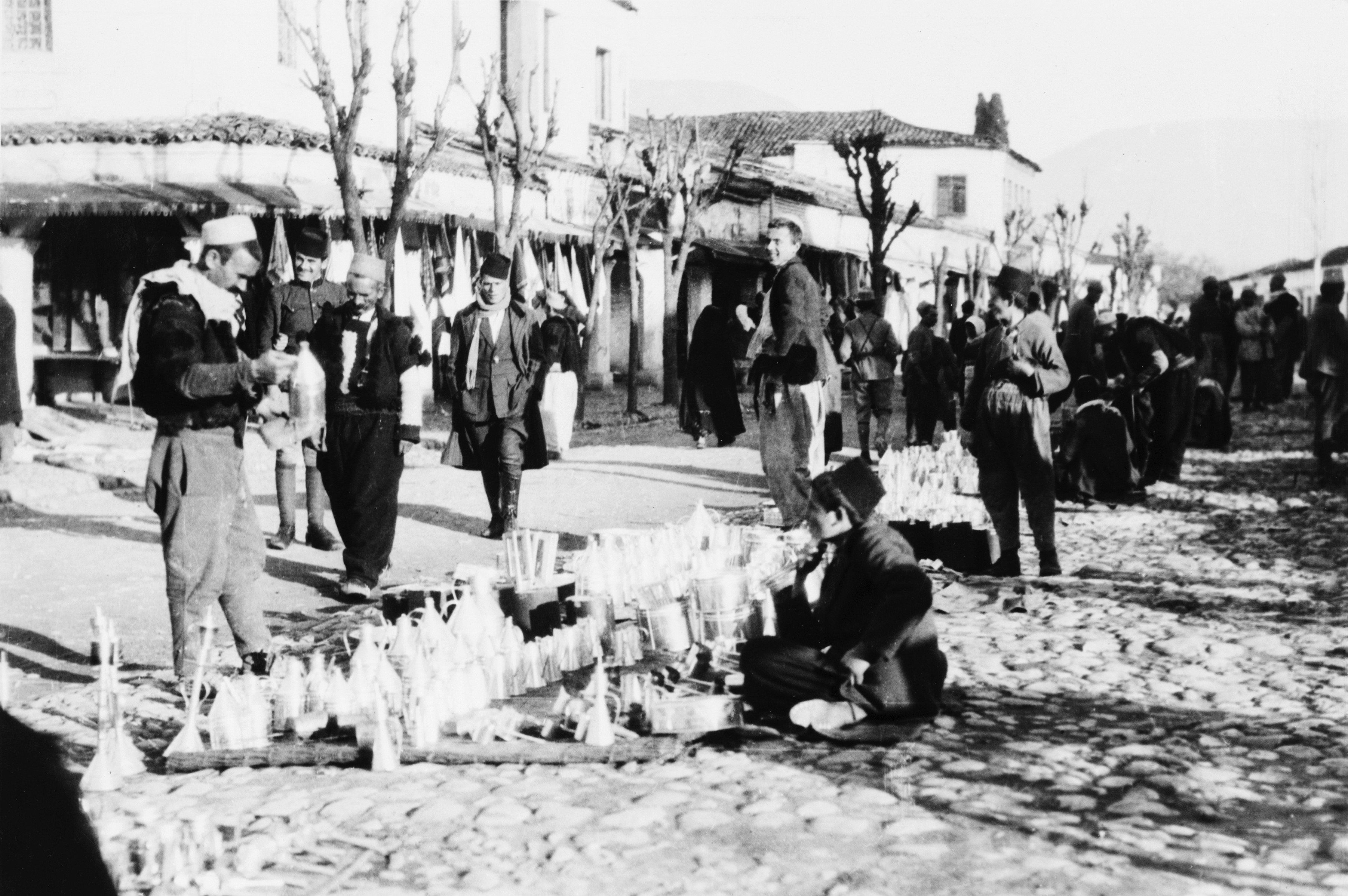
Markttreiben in Tirana in den 1920er Jahren

Mit dem Bau der Alten Moschee, einer Karawanserei (Han), einer Bäckerei sowie eines Hammams im Jahr 1614 – vermutlich um einen bereits regelmäßig abgehaltenen Basar und Jahrmarkt, der an Bedeutung gewonnen hatte – wurde Tirana unter Sulejman Pascha Bargjini offiziell gegründet. Bis ins 20. Jahrhundert beschränkten sich Läden und Handelsaktivitäten auf den ursprünglichen Bazar, der sich über die Jahre zwischen der Alten Moschee und der westlich gelegenen Et’hem-Bey-Moschee sowie auf nördlich angrenzenden Gebieten entwickelt hatte und mehrere Häuserblocks umfasste. Nachdem Tirana 1920 auf dem Kongress von Lushnja zur Hauptstadt Albaniens bestimmt worden und stark gewachsen war, dehnten sich die Handelsaktivitäten auch auf angrenzende Stadtteile aus. 
Die Stadt wurde moderner und bei der Et'hem-Bey-Mosche wurde der Skanderbeg-Platz angelegt. Da der (alte) Basar nicht weiter wachsen konnte, beschloss die Stadtregierung 1928, den Handel von Fleisch, Fisch und Gemüse an einen neuen Standort zu verlagern. Der Plan sah vor, bei den Vorret e Pashës 250 Meter östlich der Alten Moschee, wo heute der Avni-Rustemi-Platz liegt, rund 60 Läden zu errichten, den Pazari i Ri. Bis anhin gab es in Tirana abgesehen von einigen Fruchtläden noch keine Läden für die Produkte Fleisch, Fisch und Gemüse.
Der neue Basar wurde 1931 eröffnet. Die damals errichteten Dächer, unter denen sich einfache Verkaufsstände befanden, haben bis ins Jahr 2015 überdauert. Später wurde noch eine Fleischerhalle errichtet. 
Trotz Verbot verkauften Bauern und Händler auch später noch ihre Produkte auf den Straßen des Alten Basars. Nachdem der Alte Basar im Jahr 1959 zusammen mit der Stërmasi-Moschee für den Bau des Kulturpalasts abgerissen worden war, blieb der Pazari i Ri für lange Zeit Tiranas einziger großer Handelsplatz für Fleisch, Fisch, Früchte, Gemüse und weitere Produkte. Seine große Fläche wurde durch den Bau einiger Wohnhäuser in den 90er Jahren wieder etwas verkleinert.
In den Jahren 2015 bis 2017 wurde der Markt erneuert und saniert. Die Stände erhielten ein neues Dach, das Areal wurde zur Fußgängerzone und die umliegenden Häuser wurden bunt bemalt. Durch diese städtebaulichen Erneuerungen und der Eröffnung einiger Restaurants und Cafés entwickelte sich der Pazari i ri auch zu einem Touristenziel und einer Ausgehmeile. Der umgestaltene Platz wurde 2018 vom Londoner Think Tank Emerging Europe als Gewinner in der Kategorie Renewal Project of the Year ausgezeichnet.

## Stadtviertel
Das Viertel bietet eine wilde Mischung von kommunistischen Apartmenthäusern, neuen Hochhäusern und alter Bausubstanz. Der Avni-Rustemi-Platz ist zusammen mit umliegenden Villen seit 2007 Kulturdenkmal Albaniens.

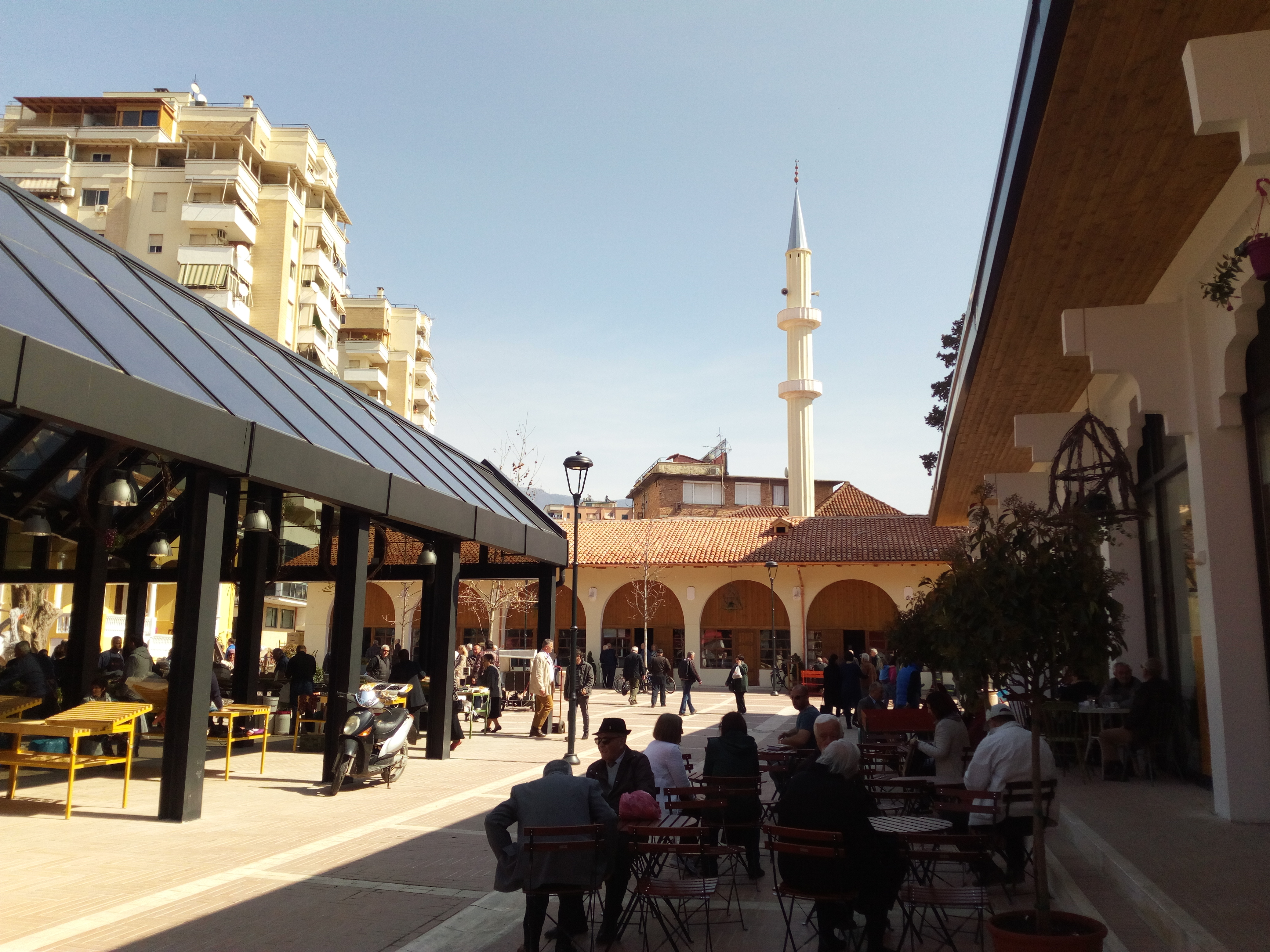
Der Neue Basar im Jahr 2017 nach dem Umbau

Der Basar umfasst heute eine Fleischhalle mit angrenzenden Fischläden, zahlreiche Stände für Früchte, Gemüse, Tabak und Souvenirs sowie Läden, Restaurants und Cafés rundherum. Auch ein Supermarkt ist in einem Haus am Platz eingezogen. In den nördlich anschließenden Straßen finden sich zahlreiche Händler von Haushaltswaren und Fahrradläden. Etwas westlich befinden sich eine Schule, die Staatsanwaltschaft und eine Poliklinik.

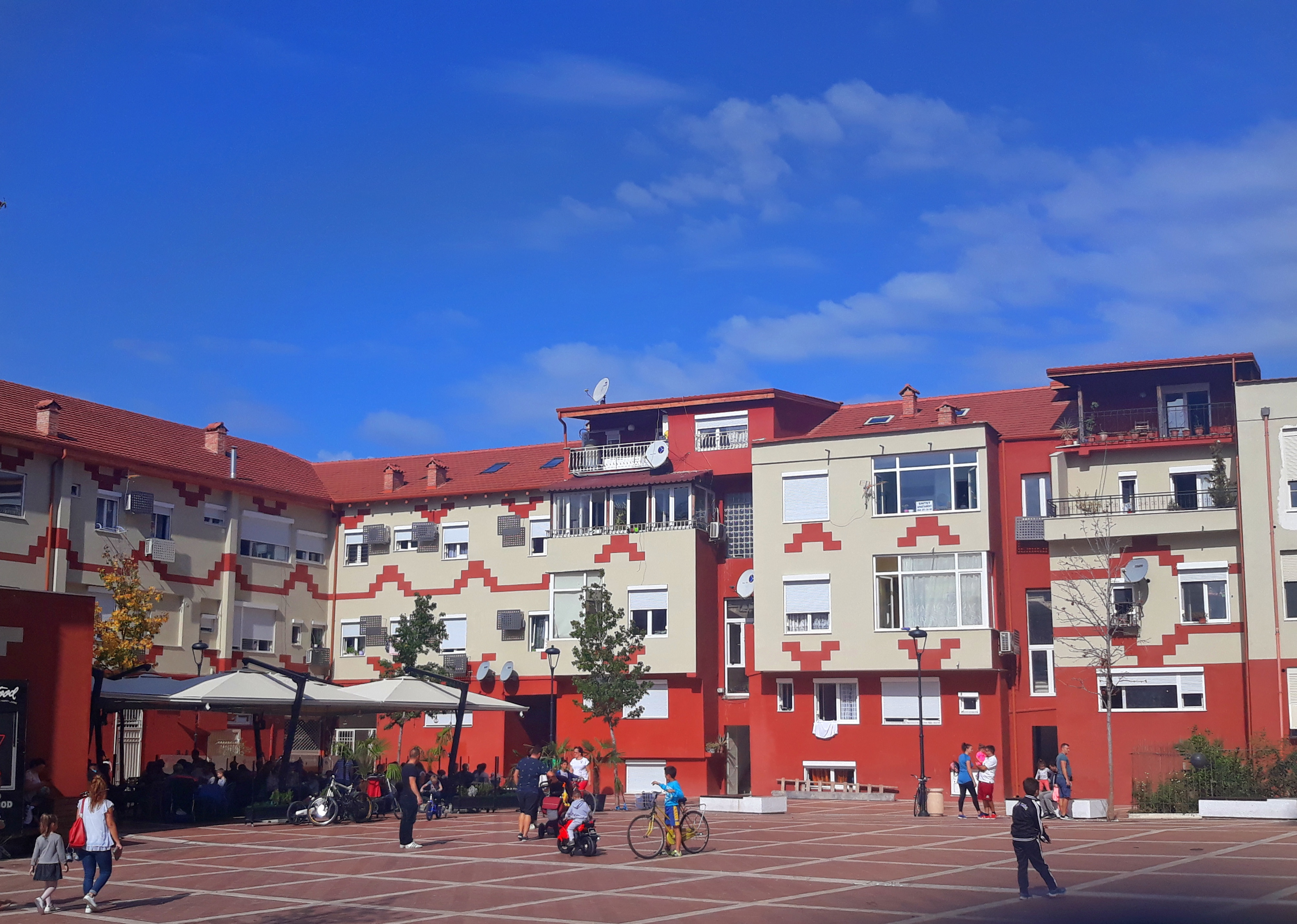
Häuser am Markt
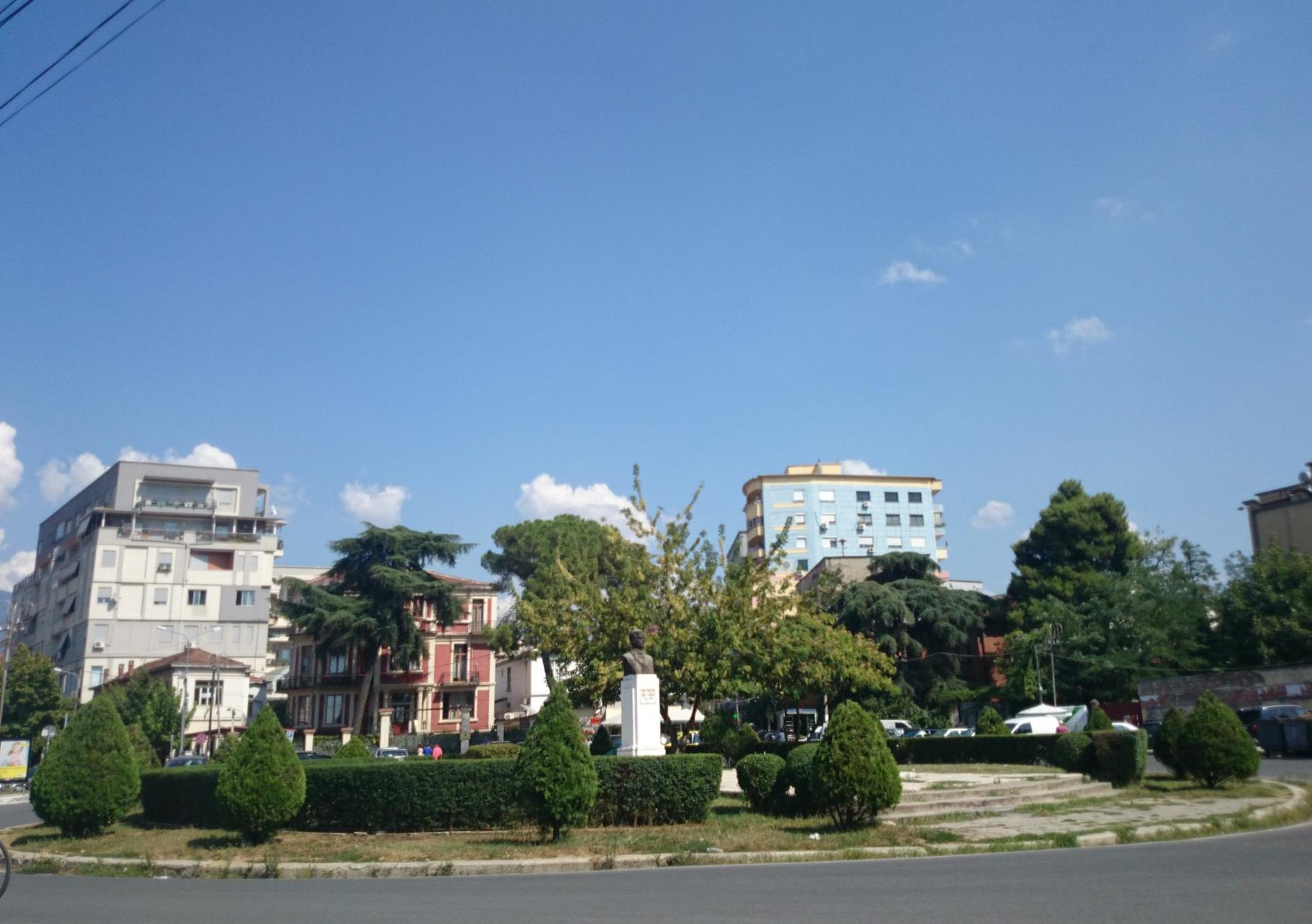
Avni-Rustemi-Platz mit Villen